# نقطه‌ویرگول

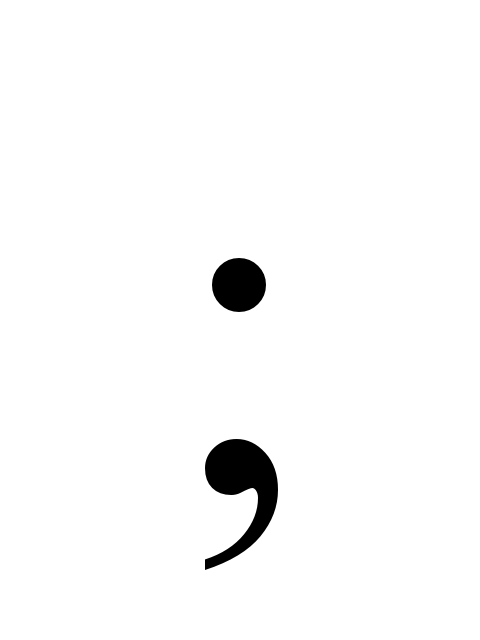
ویرگول

نقطه‌ویرگول یا سمی‌کالِن (؛) یکی از نمادهای نشانه‌گذاری است که در موارد زیر به کار می‌رود:
- برای جدا کردن جمله‌هایی که از جهت ساختمان و مفهوم مستقل به نظر می‌رسند ولی در یک عبارت طولانی بستگی معنایی دارند.
- در بیان توضیح و مثال پیش از کلمه‌هایی مانند «مثلاً»، «فرضاً»، «یعنی» و…